# Dirichlet-konvolúció
A Dirichlet-konvolúció a matematikában egy két operandusú művelet a számelméleti függvényeken. A német Peter Gustav Lejeune Dirichlet kezdte el felhasználni a számelméletben.

## Definíció
Ha f és g számelméleti függvények, akkor Dirichlet-konvolúciójuk f ∗ g, ahol
{\displaystyle {\begin{aligned}(f*g)(n)&=\sum _{d\,\mid \,n}f(d)g\left({\frac {n}{d}}\right)\\&=\sum _{ab\,=\,n}f(a)g(b)\end{aligned}}}
és az összegzés végigfut n pozitív osztóin, vagy ekvivalensen az (a, b) pozitív számpárokon, melyeknek szorzata n.

## Tulajdonságai
A számelméleti függvények halmaza egységelemes kommutatív gyűrűt alkot a pontonkénti összeadásra és a Dirichlet-konvolúcióra. Ez a Dirichlet-gyűrű. A gyűrű egységeleme az az ε függvény, ami 1-ben 1-et, a többi helyen 0-t vesz fel. A gyűrű egységei, azaz invertálható elemei azok a számelméleti függvények, amelyek 1-ben nullától különböző értéket vesznek fel.
Speciálisan, a Dirichlet-konvolúció asszociatív:
(f ∗ g) ∗ h = f ∗ (g ∗ h),
disztributív az összeadásra
f ∗ (g + h) = f ∗ g + f ∗ h = (g + h) ∗ f,
kommutatív
f ∗ g = g ∗ f,
és egységeleme a fent definiált ε:
f ∗ ε = ε ∗ f = f.
Továbbá, ha f olyan számelméleti függvény, hogy f(1) ≠ 0, akkor van egy g számelméleti függvény, hogy 1=f ∗ g = ε. Ez az f függvény Dirichlet-inverze.
Két multiplikatív függvény konvolúciója multiplikatív, továbbá a multiplikatív függvény invertálhatók, és inverzük is multiplikatív.
Ha f teljesen multiplikatív, akkor 1=f(g ∗ h) = (fg) ∗ (fh), ahol a melléírás a pontonkénti szorzást jelöli. Két teljesen multiplikatív függvény Dirichlet-konvolúciója multiplikatív, de nem mindig teljesen multiplikatív.

## Példák
Ezekben a képletekben
ε a Dirichlet-konvolúció identitásfüggvénye. (ε(1) = 1, a többi értéke 0.)
1 a konstans 1 minden n-re. (1(n) = 1.) Fontos megjegyezni, hogy 1 nem az identitás.
1C, ahol {\displaystyle \scriptstyle C\subset \mathbb {Z} } az indikátorfüggvények halmaza. (1C(n) = 1 ha n ∈ C, 0 különben.)
Id az identitásfüggvény n. (Id(n) = n.)
Idk a k. hatványfüggvény. (Idk(n) = nk.)
- 1 ∗ μ = ε   (a konstans 1 függvény Dirichlet-inverze a Möbius-függvény.) Ennélfogva
- g = f ∗ 1 akkor és csak akkor, ha 1=f = g ∗ μ   (a Möbius-féle megfordítási formula).
- λ ∗ μ = ε   ahol λ a Liouville-függvény.
- λ ∗ 1 = 1Sq   ahol Sq = {1, 4, 9, ...} a négyzetszámok halmaza
- Idk ∗ (Idk μ) = ε
- σk = Idk ∗ 1   a σk osztóösszeg-függvény
- σ = Id ∗ 1   az 1=σ = σ1 függvény definíciója
- d = 1 ∗ 1   az 1=d(n) = σ0 függvény definíciója
- Idk = σk ∗ μ   a σk, σ, és d Möbius-inverziója
- Id = σ ∗ μ
- 1 = d ∗ μ
- d3 ∗ 1 = (d ∗ 1)2
- φ ∗ 1 = Id
- Jk ∗ 1 = Idk   A Jordan-függvény.
- (IdsJr) ∗ Js = Js + r
- σ = φ ∗ d   Bizonyítás: Konvolváljuk 1-et az Id = φ ∗ 1 egyenlet két oldalával.
- Λ ∗ 1 = log   ahol Λ a von Mangoldt-függvény.

## Dirichlet-inverz
Ha f számelméleti függvény, akkor Dirchlet-inverze rekurzívan számítható a definíció alapján.
n = 1 esetén:
(f ∗ g) (1) = f(1) g(1) = ε(1) = 1, így
g(1) = 1/f(1). Eszerint, ha f(1) = 0, akkor az inverz nem létezik.
n = 2-re:
(f ∗ g) (2) = f(1) g(2) + f(2) g(1) = ε(2) = 0,
g(2) = −1/f(1) (f(2) g(1)),
n = 3-ra:
(f ∗ g) (3) = f(1) g(3) + f(3) g(1) = ε(3) = 0,
g(3) = −1/f(1) (f(3) g(1)),
n = 4-re:
(f ∗ g) (4) = f(1) g(4) + f(2) g(2) + f(4) g(1) = ε(4) = 0,
g(4) = −1/f(1) (f(4) g(1) + f(2) g(2)),
Általában, n > 1-re:
{\displaystyle g(n)={\frac {-1}{f(1)}}\sum _{\stackrel {d\,\mid \,n}{d<n}}f\left({\frac {n}{d}}\right)g(d).}
Mivel a számítás során csak f(1)-gyel kell osztani, azért az invertálhatóság egyetlen kritériuma az, hogy f(1) ≠ 0.
Táblázat ismert szám, elméleti függvények Dirichlet-inverzéről:
| Számelméleti függvény       | Dirichlet-inverz                     |
| --------------------------- | ------------------------------------ |
| Konstans 1 függvény         | μ Möbius-függvény                    |
| {\displaystyle n^{\alpha }} | {\displaystyle \mu (n)\,n^{\alpha }} |
| λ Liouville-függvény        | μ\| abszolút értéke                  |

## Dirichlet-sor
Ha f számelméleti függvény, akkor Dirichlet-sorának generátorfüggvénye
{\displaystyle DG(f;s)=\sum _{n=1}^{\infty }{\frac {f(n)}{n^{s}}}}
azokra a komplex s argumentumokra, amelyekre a függvény konvergál. A Dirichlet-sorok szorzása illeszkedik a számelméleti függvények konvolúciójához:
{\displaystyle DG(f;s)DG(g;s)=DG(f*g;s)\,}
minden olyan s-re, amire mindkét bal oldali sor konvergál, és legalább az egyik abszolút konvergens. Mindkét sor egyszerű konvergenciája ugyanis nem biztosítja a jobb oldal konvergenciáját. Ez a konvolúciótétel analogonja, ha a Dirichlet-sort megfeleltetjük a Fourier-sornak.